# Công quốc Mantua
Công quốc Mantua (tiếng Ý: Ducato di Mantova; tiếng Lombard: Ducaa de Mantua) là một công quốc ở Lombardia, miền Bắc nước Ý ngày nay. Công tước đầu tiên của nó là Federico II Gonzaga, thành viên của Nhà Gonzaga cai trị Mantua từ năm 1328. Năm sau, Công quốc cũng có được Hầu quốc Montferrat, nhờ vào cuộc hôn nhân giữa Gonzaga và Margherita Paleologa, Nữ Hầu tước Montferrat.
Quyền lực và ảnh hưởng lịch sử của Công quốc dưới thời gia đình Gonzaga đã khiến nó trở thành một trong những trung tâm nghệ thuật, văn hóa và đặc biệt là âm nhạc chính của miền Bắc nước Ý và cả nước nói chung. Mantua cũng có một trong những triều đình lộng lẫy nhất của Ý và châu Âu vào thế kỷ XV, XVI và đầu thế kỷ XVII.
Năm 1708, sau cái chết của Ferdinando Carlo Gonzaga, người thừa kế cuối cùng của gia đình Gonzaga, Công quốc không còn tồn tại. Lãnh thổ của họ được phân chia giữa Nhà Savoy, nơi chiếm được nửa Montferrat còn lại, và Nhà Habsburg, nơi chiếm được chính thành phố Mantua.

## Lịch sử

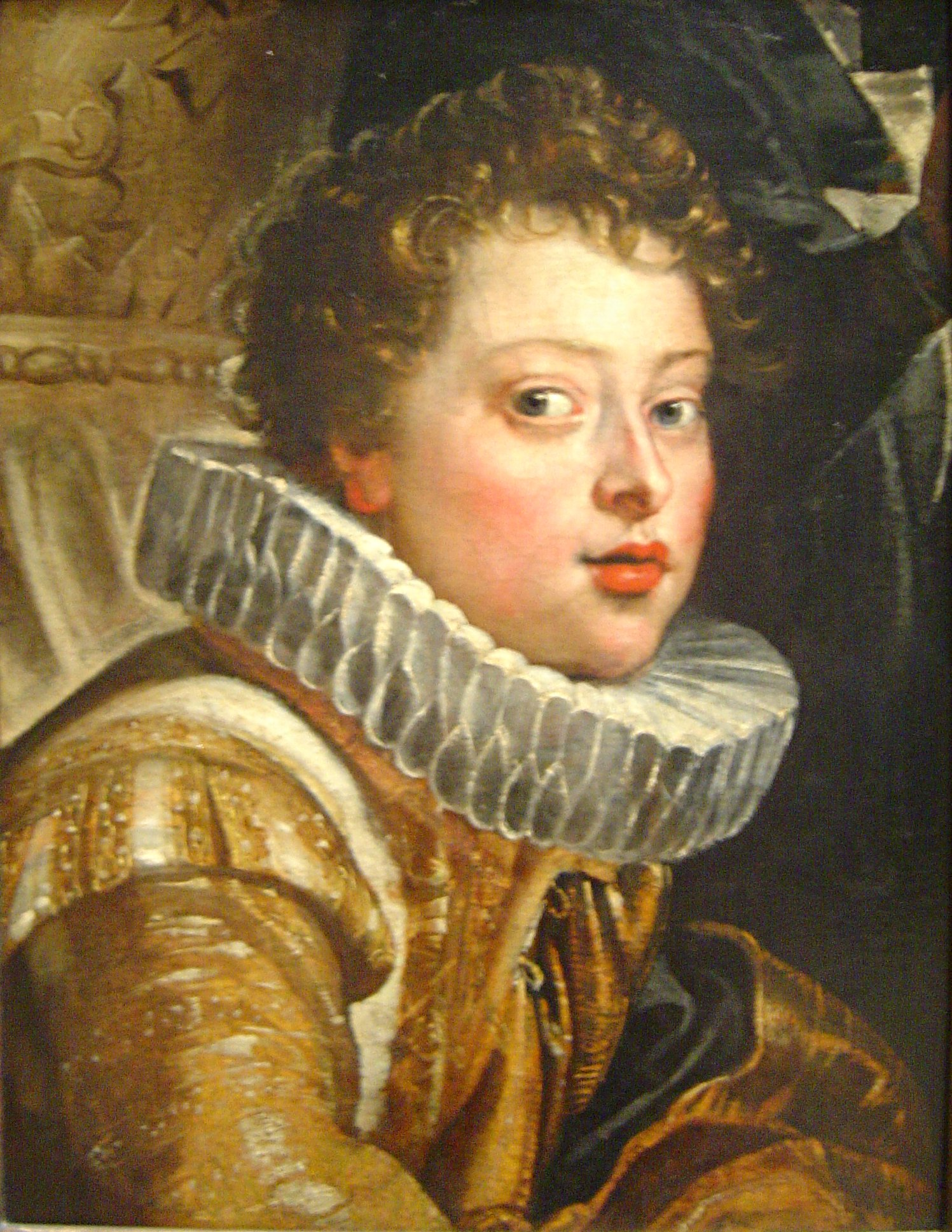
Vincenzo II Gonzaga, bởi Peter Paul Rubens

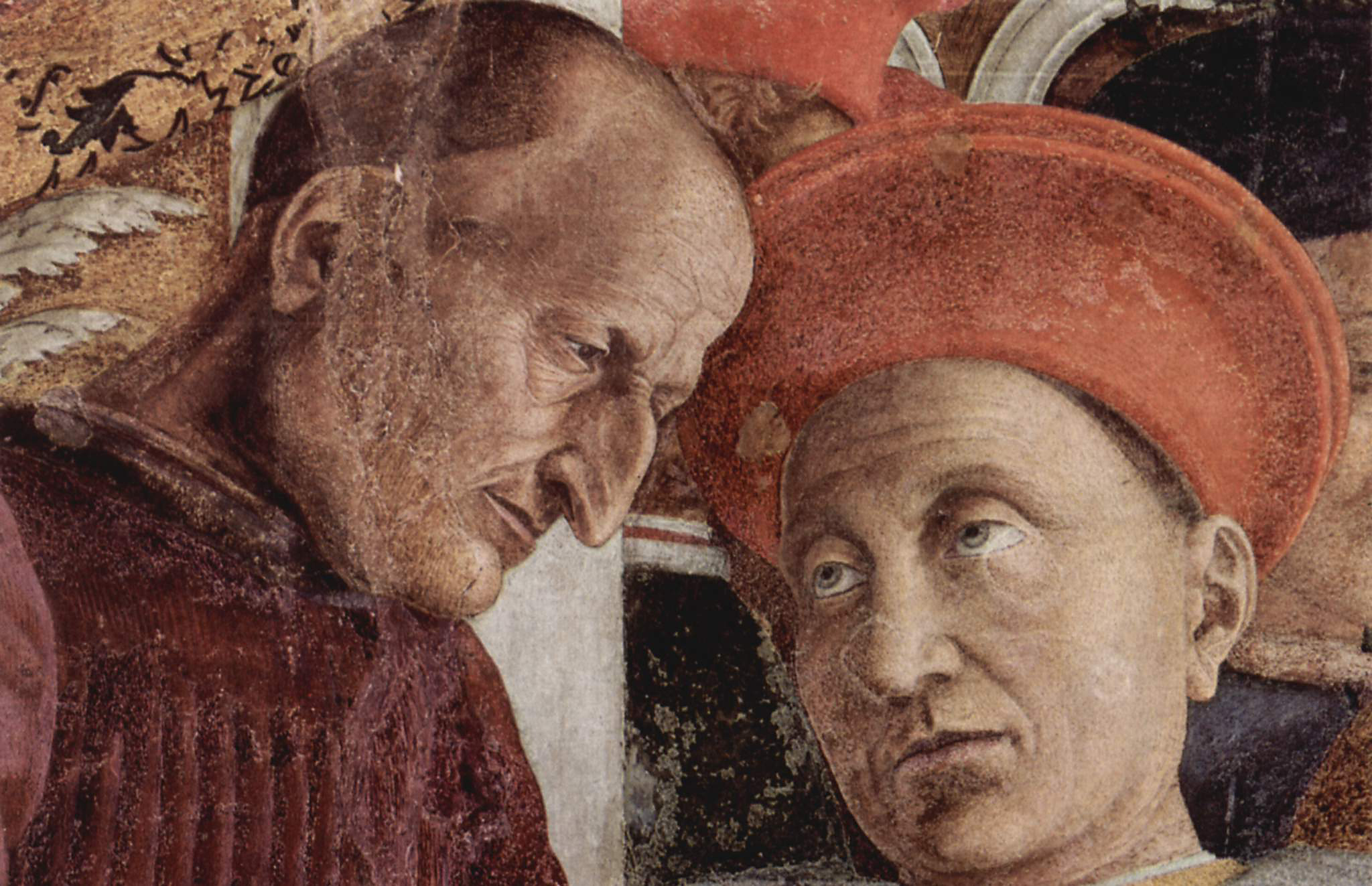
Ludovico III nhận được tin con trai ông là Francesco được bầu làm hồng y, fresco bởi Andrea Mantegna trong Stanza degli Sposi của Palazzo Ducale.

### Bối cảnh
Sau khi Đế chế Tây La Mã sụp đổ, Mantua bị người Byzantine, người Lombard và người Frank xâm lược. Vào thế kỷ XI, nơi đây trở thành tài sản của Boniface, hầu tước xứ Toscana. Người cai trị cuối cùng của gia tộc này là nữ bá tước Matilde xứ Toscana (mất năm 1115), người mà theo truyền thuyết đã ra lệnh xây dựng Rotonda di San Lorenzo (1082) quý giá. Sau khi Matilde xứ Toscana qua đời, Mantua trở thành một xã tự do và kiên cường bảo vệ mình khỏi Đế chế La Mã Thần thánh vào thế kỷ XII và XIII.
Trong cuộc Tranh cãi việc bổ nhiệm giáo sĩ, Pinamonte Bonacolsi đã lợi dụng tình hình hỗn loạn để giành lấy quyền lực, với tư cách là Đại tướng của Nhân dân, vào năm 1273. Gia đình ông, Bonacolsi, đã cai trị Mantua trong thế kỷ tiếp theo, khiến nơi đây trở nên thịnh vượng hơn và đẹp hơn về mặt nghệ thuật.
Vào ngày 16 tháng 8 năm 1328, Bonacolsi cuối cùng, Rinaldo, đã bị lật đổ trong một cuộc nổi loạn được hậu thuẫn bởi Nhà Gonzaga, một gia đình quan chức, cụ thể là Ludovico 60 tuổi và các con trai của ông là Guido, Filippino và Feltrino. Ludovico, người đã từng là podestà của thành phố vào năm 1318, đã được bầu làm capitano del popolo ("đội trưởng của nhân dân"). Nhà Gonzaga đã xây dựng những bức tường mới với năm cổng và cải tạo kiến trúc của thành phố vào thế kỷ XIV, nhưng tình hình chính trị trong thành phố không ổn định cho đến khi Ludovico II loại bỏ những người họ hàng của mình, giành lấy quyền lực cho chính mình vào năm 1370.
Thông qua khoản thanh toán 120.000 florin vàng vào năm 1433, Gianfrancesco được Hoàng đế Sigismund bổ nhiệm làm hầu tước xứ Mantua, ông đã kết hôn với cháu gái của hoàng đế là Barbara xứ Brandenburg. Năm 1459, Giáo hoàng Piô II đã triệu tập một phiên họp tại Mantua để tuyên bố một cuộc thập tự chinh chống lại người Ottoman, được gọi là Công đồng Mantua.

### Công quốc
Công tước đầu tiên của Mantua là Federico II, người đã nhận được tước hiệu từ Hoàng đế Karl V của Thánh chế La Mã vào năm 1530. Năm sau, gia đình đã nhận được Hầu tước xứ Montferrat thông qua hôn nhân. Federico đã giao cho Giulio Romano xây dựng Palazzo del Te nổi tiếng, ở ngoại vi thành phố, và cải thiện đáng kể thành phố.
Năm 1624, Ferdinando Gonzaga đã chuyển trụ sở công tước đến một nơi ở mới, Villa La Favorita, do kiến trúc sư Nicolò Sebregondi thiết kế, tại Porto Mantovano.
Có tới tám trăm người, bao gồm các nhà văn, nghệ sĩ, nhạc sĩ và thậm chí cả một nhóm diễn viên commedia dell'arte, đã được Gonzaga bảo trợ vào đầu thế kỷ XVII. Vào thời điểm đó, gia tộc Gonzaga là người bảo trợ của nghệ sĩ người Flemish là Peter Paul Rubens. Công quốc cũng đóng vai trò quan trọng trong sự phát triển của opera; Claudio Monteverdi sống ở đó từ khoảng năm 1590 đến năm 1612, và tác phẩm L'Orfeo (1607) cùng các tác phẩm khác của ông lần đầu tiên được trình bày tại đây.
Năm 1625, Ferdinando Gonzaga thành lập Đại học Mantua, nơi các tu sĩ Dòng Tên giảng dạy nhân văn và triết học, trong khi những người không chuyên dạy luật và y khoa. Tuy nhiên, để trả tiền cho triều đình lộng lẫy của mình, gia đình Gonzaga đã bán một số tài sản của mình, năm 1627, Vincenzo Gonzaga đã bán bộ sưu tập tranh Phục hưng của gia đình, bao gồm các tác phẩm của Titian, Andrea Mantegna, Correggio và Raphael cho Charles I của Anh.
Năm 1627, dòng dõi trực tiếp của gia đình Gonzaga đã kết thúc với Vincenzo II độc ác và yếu đuối, và đô thị dần suy tàn dưới thời những người cai trị mới, Gonzaga-Nevers, một nhánh người Pháp của gia đình. Chiến tranh Kế vị Mantuan nổ ra, và vào năm 1630, một đội quân Đế quốc La Mã Thần Thánh gồm 36.000 lính đánh thuê Landsknecht đã bao vây Mantua, mang theo bệnh dịch hạch. Mantua không bao giờ phục hồi sau thảm họa này.
Công tước Ferdinando Carlo Gonzaga xứ Mantua và Montferrat, một nhà cai trị vụng về, người chỉ có mục đích tổ chức các bữa tiệc và các buổi trình diễn sân khấu, đã liên minh với Pháp trong Chiến tranh Kế vị Tây Ban Nha. Sau thất bại của Pháp ở Bán đảo Ý, ông bị Hoàng đế Joseph I của Thánh chế La Mã tuyên bố phế truất và tị nạn ở Venice, mang theo một nghìn bức tranh. Khi ông qua đời, vào năm 1708, gia đình ông đã mất Mantua mãi mãi vào tay Nhà Habsburg của Áo. Lãnh thổ của Montferrat đã được nhượng lại cho Công tước xứ Savoy, và Hoàng đế đã đền bù cho Leopold, Công tước xứ Lothringen, người thừa kế của dòng dõi nữ Gonzaga, về việc mất Montferrat bằng cách nhượng lại cho ông Công quốc Teschen. Gia tộc Gonzaga của Công quốc Guastalla đã bị bỏ qua hoàn toàn mặc dù có yêu sách mạnh nhất, bản thân họ đã tuyệt tự vào năm 1746, đánh dấu sự kết thúc của Nhà Gonzaga.
Mantua đã được hợp nhất trong thời gian ngắn với Công quốc Milan theo sắc lệnh của Hoàng đế Joseph II của Thánh chế La Mã vào ngày 26 tháng 9 năm 1786, nhưng sau đó được Hoàng đế Leopold II của Thánh chế La mã khôi phục lại dưới sự quản lý riêng biệt của mình vào ngày 24 tháng 1 năm 1791. Mantua đã bị quân đội Pháp của Napoleon Bonaparte bao vây vào năm 1796, trước khi thất thủ vào năm 1797. Với Hiệp ước Campo Formio, Mantua đã được sáp nhập vào Cộng hòa Cisalpine và trở thành Tỉnh Mincio.